# Огневка (Восточно-Казахстанская область)
Огневка (каз. Огневка) — посёлок в Уланском районе Восточно-Казахстанской области Казахстана. Административный центр Огневской поселковой администрации. Находится примерно в 44 км к юго-востоку от районного центра, посёлка Касыма Кайсенова. Код КАТО — 636263100.

## Население
В 1999 году население посёлка составляло 1152 человека (531 мужчина и 621 женщина). По данным переписи 2009 года, в посёлке проживало 498 человек (234 мужчины и 264 женщины).